# Робоча поверхня
Робо́ча пове́рхня (рос. рабочая поверхность, англ. working surface, effective area, working face, нім. Arbeitsfläche f, Funktionsfläche f, Messfläche f, Prüffläche f, blossgelegte (freie) Fläche f (Oberfläche f)) — поверхня виконавчого органу технологічного апарата, машини або механізму, яка перебуває у постійному контакті з матеріалом, що обробляється.

## Приклади
Наприклад, робоча поверхня у збагаченні корисних копалин є: просіюючі поверхні грохотів (сита); фільтрувальні сітки; решето відсаджувальних машин, сепараторів пневматичних, апаратів з киплячим шаром; покриття дек концентраційних столів; трафарети шлюзів тощо.